# Ньям
Ньям (также ньямболо; англ. nyam, nyambolo) — один из языков западночадской ветви чадской семьи. Распространён в северо-восточных районах Нигерии. Численность носителей — около 100 человек (2006). Язык бесписьменный.

## Классификация
Ньям является одним из языков группы боле (или боле-тангале) западночадской подветви западночадской языковой ветви. Согласно классификациям чадских языков, предлагаемым разными авторами, в рамках указанной группы язык ньям может включаться либо в подгруппу боле, либо в подгруппу тангале. Так, например, в справочнике языков мира Ethnologue язык ньям отнесён к подгруппе боле вместе с языками бееле, боле, буре, дено, галамбу, гера, герума, гииво, кхолок, куби, маака, нгамо и карекаре. В пределах подгруппы боле язык ньям включается в кластер языков собственно боле.
В классификации американского лингвиста Рассела Шуха, которая приводится в базе данных по языкам мира Glottolog, язык ньям также включён в подгруппу боле, но его место в пределах этой подгруппы не определено. Помимо языка ньям к неклассифицированным языкам боле также отнесены буре, кхолок и маака.
В классификации афразийских языков британского лингвиста Роджера Бленча язык ньям отнесён к подгруппе тангале (по терминологии автора — к языковому объединению «b»), в котором выделяется два языковых кластера. Язык ньям вместе с языками квами, перо, пийя-квончи, кхолок, куши, кутто и тангале образует языковое единство в составе одного из этих двух кластеров, которое входит в объединение «b» (южные боле) подгруппы боле группы боле-нгас подветви западночадских языков A.

## Лингвогеография

### Ареал и численность
На языке ньям, согласно данным Роджера Бленча, говорят жители селения Андамин (по данным сайта Ethnologue носители ньям живут в селении Ндалланг, расположенном к северо-востоку от Андамина). Данные населённые пункты находятся в северо-восточной Нигерии на территории штата Тараба в районе Карим Ламидо.
Ареал языка ньям с севера и запада граничит с ареалами близкородственных западночадских языков. С северо-востока к области распространения языка ньям примыкает ареал языка перо, с запада и юго-запада — ареал языка пийя-квончи. С юго-востока ареал языка ньям граничит с областью распространения адамава-убангийского языка магхди.
Численность говорящих на языке ньям по данным 2006 года составляла 100 человек.

### Социолингвистические сведения
Согласно данным сайта Ethnologue, в соответствии с критериями степени сохранности язык ньям относится к вымирающим. Язык всё ещё используется в бытовом общении всеми поколениями представителей этнической общности ньям, но численность его носителей постоянно сокращается, процесс передачи языка детям нарушен. Литературной формы у языка ньям нет.